# George Mueller
George Mueller (St. Louis, Missouri, 16 de julho de 1918 – Irvine, Califórnia, 12 de outubro de 2015) foi reconhecido como um dos "mais brilhantes e arrojados dirigentes da NASA".